# U-73
O Unterseeboot 73 foi um submarino alemão que serviu na Kriegsmarine durante a Segunda Guerra Mundial .
O submarino foi afundado no dia 16 de Dezembro de 1943 no Mar Mediterrâneo próximo da cidade argelina de Oran por cargas de profundidade e disparos de canhão dos contra-torpedeiros norte-americanos USS Woolsey (DD-437) (1941-1971) e USS Trippe (DD-403) (1939-1948) causando a morte de 16 tripulantes do submarino sendo que os outros 34 conseguiram sobreviver. Os náufragos inclusive o comandante Oblt. Horst Deckert foram recolhidos pelo contra-torpedeiro USS Edison (DD-439) e levados como prisioneiros de guerra para Oran.

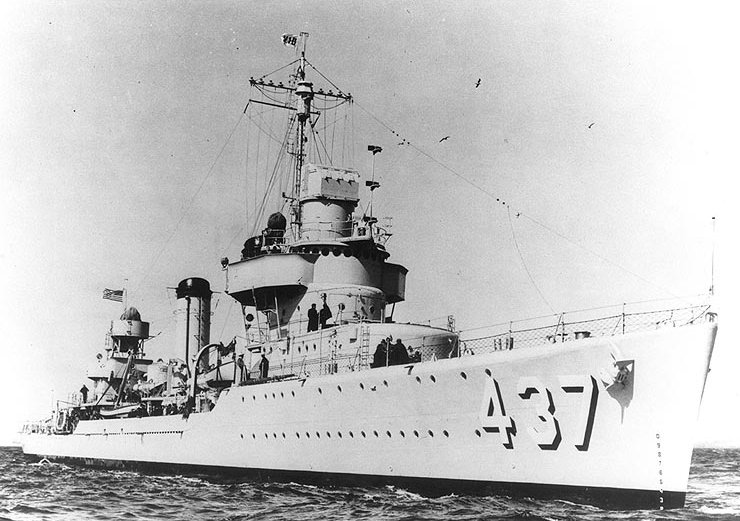
Contra-torpedeiro USS Woolsey (DD-437).

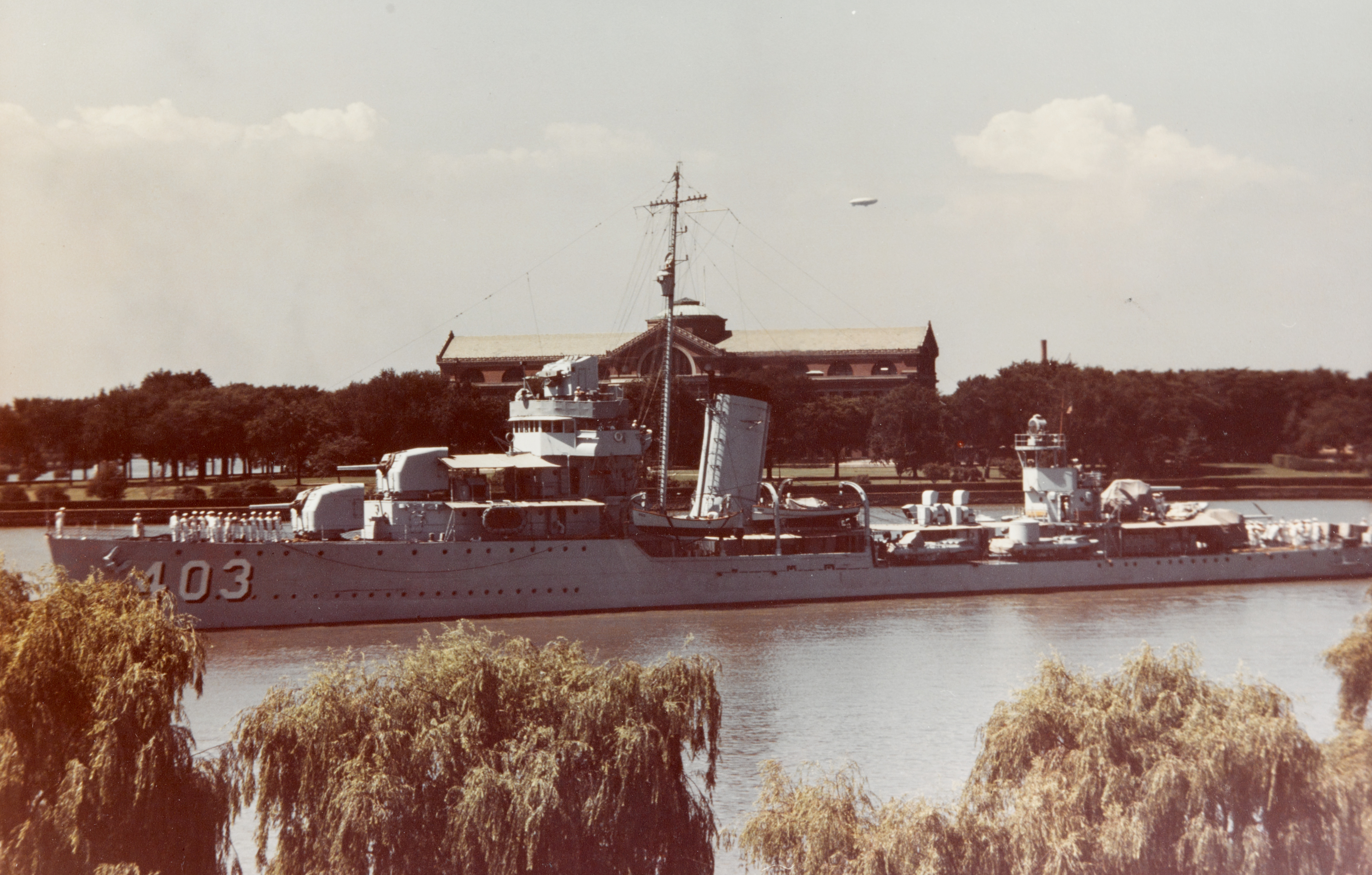
Contra-torpedeiro USS Trippe (DD-403).

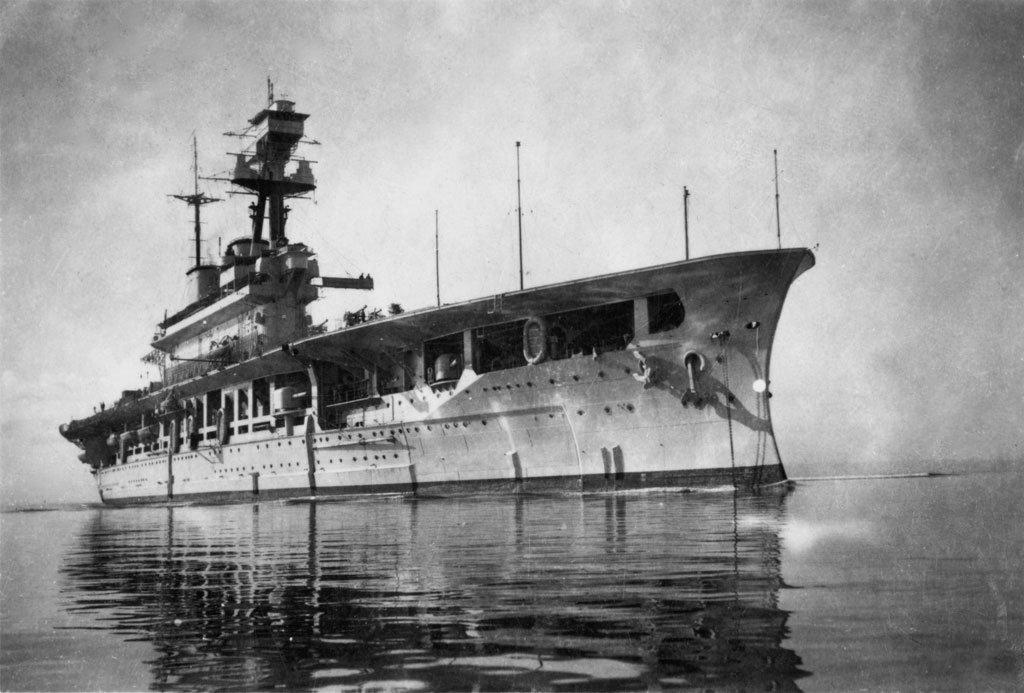
HMS Eagle (94) em 1942.

O principal feito do U-73 foi ter posto a pique o porta-aviões da Marinha Real Britânica o HMS Eagle (94) de 22 600 t. em 11 de Agosto de 1942. O u-boot acertou quatro torpedos no navio britânico que afundou a 70 milhas náuticas ao sul de Ses Salines no arquipélago de Baleares. Os contra-torpedeiros HMS Laforey (G-99) e HMS Lookout (G-32), e o rebocador HMS Jaunty (W-30) todos da Royal Navy resgataram 927 sobreviventes, 160 tripulantes foram ao fundo juntamente com o porta-aviões.

## Comandantes
Nos 387 dias que o submarino esteve em operações teve apenas dois comandantes.
| Comandante                          | Data                                            |
| ----------------------------------- | ----------------------------------------------- |
| Kptlt. Helmut Rosenbaum (1913-1944) | 30 de Setembro de 1940 - 10 de Setembro de 1942 |
| Oblt. Horst Deckert (1918- )        | 1 de Outubro de 1942 - 16 de Dezembro de 1943   |

Kptlt. (Kapitänleutnant) - Capitão-tenente

Oblt. (Oberleutnant) - Primeiro-tenente

## Operações

### Subordinação

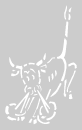
7. Unterseebootsflottille.

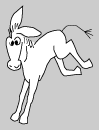
29. Unterseebootsflottille.

| Período                                       | Flotilha                   |
| --------------------------------------------- | -------------------------- |
| 30 de Setembro de 1940 - 1 de Janeiro de 1942 | 7. Unterseebootsflottille  |
| 1 de Janeiro de 1942 - 16 de Dezembro de 1943 | 29. Unterseebootsflottille |

### Patrulhas
|       | Comandante              | Partida     | Partida      | Chegada     | Chegada     | Dias     | Toneladas |
| ----- | ----------------------- | ----------- | ------------ | ----------- | ----------- | -------- | --------- |
| 1     | Kptlt. Helmut Rosenbaum | 8 Fev 1941  | Heligolândia | 2 Mar 1941  | Lorient     | 23 dias  | 4 260     |
| 2     | Kptlt. Helmut Rosenbaum | 25 Mar 1941 | Lorient      | 24 Abr 1941 | St. Nazaire | 31 dias  | 31 003    |
| 3     | Kptlt. Helmut Rosenbaum | 20 Mai 1941 | St. Nazaire  | 24 Jun 1941 | St. Nazaire | 36 dias  |           |
|       | Kptlt. Helmut Rosenbaum | 29 Jul 1941 | St. Nazaire  | 2 Ago 1941  | St. Nazaire | 5 dias   |           |
| 4     | Kptlt. Helmut Rosenbaum | 7 Ago 1941  | St. Nazaire  | 7 Set 1941  | St. Nazaire | 32 dias  |           |
| 5     | Kptlt. Helmut Rosenbaum | 11 Out 1941 | St. Nazaire  | 11 Nov 1941 | St. Nazaire | 32 dias  |           |
| 6     | Kptlt. Helmut Rosenbaum | 4 Jan 1942  | St. Nazaire  | 12 Fev 1942 | La Spezia   | 40 dias  |           |
| 7     | Kptlt. Helmut Rosenbaum | 16 Mar 1942 | La Spezia    | 26 Mar 1942 | La Spezia   | 11 dias  |           |
| 8     | Kptlt. Helmut Rosenbaum | 4 Ago 1942  | La Spezia    | 5 Set 1942  | La Spezia   | 33 dias  | 22 600    |
| 9     | Oblt. Horst Deckert     | 20 Out 1942 | La Spezia    | 19 Nov 1942 | La Spezia   | 31 dias  | 7 453     |
| 10    | Oblt. Horst Deckert     | 1 Dez 1942  | La Spezia    | 8 Dez 1942  | La Spezia   | 8 dias   |           |
| 11    | Oblt. Horst Deckert     | 22 Dez 1942 | La Spezia    | 13 Jan 1943 | La Spezia   | 23 dias  | 7 431     |
| 12    | Oblt. Horst Deckert     | 12 Jun 1943 | La Spezia    | 1 Jul 1943  | Toulon      | 20 dias  | 9 897     |
| 13    | Oblt. Horst Deckert     | 2 Ago 1943  | Toulon       | 29 Ago 1943 | Toulon      | 28 dias  |           |
| 14    | Oblt. Horst Deckert     | 5 Out 1943  | Toulon       | 30 Out 1943 | Toulon      | 26 dias  |           |
| 15    | Oblt. Horst Deckert     | 4 Dez 1943  | Toulon       | 16 Dez 1943 | afundado    | 13 dias  | 7 176     |
| Total | Total                   | Total       | Total        | Total       | Total       | 387 dias | 89 820 t  |

### Navios atacados pelo U-73

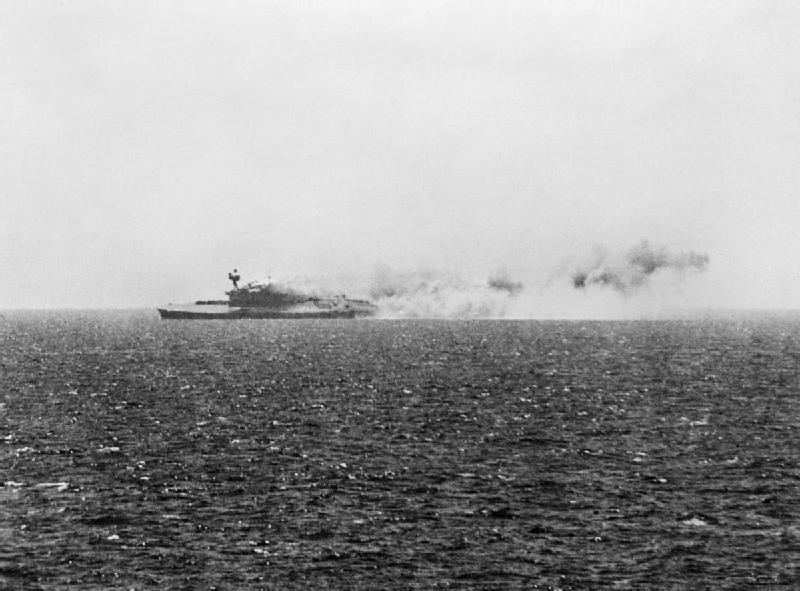
HMS Eagle (94) afundando após ter sido torpedeado pelo U-73.

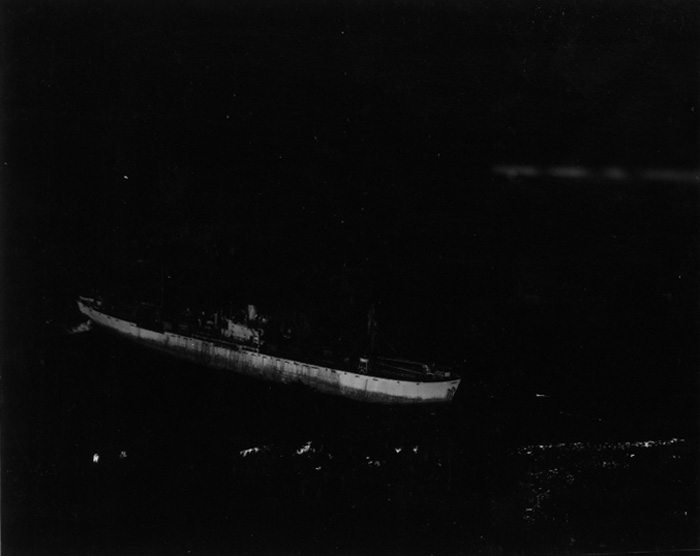
Navio mercante Classe Liberty SS John S. Copley avariado após ataque do U-73.

- 8 navios afundados num total de 43 945 GRT
- 4 navios de guerra afundados num total de 22 947 toneladas (perdidos a bordo de navios de transporte)
- 3 navios danificados num total de 22 928 GRT [8]

| Data        | Comandante       | Nome da Embarcação                        | Toneladas | Nacionalidade              |
| ----------- | ---------------- | ----------------------------------------- | --------- | -------------------------- |
| 24 Fev 1941 | Helmut Rosenbaum | SS Waynegate                              | 4 260     | Reino Unido                |
| 3 Abr 1941  | Helmut Rosenbaum | SS Alderpool                              | 4 313     | Reino Unido                |
| 3 Abr 1941  | Helmut Rosenbaum | SS British Viscount                       | 6 895     | Reino Unido                |
| 3 Abr 1941  | Helmut Rosenbaum | SS Indier                                 | 5 409     | Bélgica                    |
| 3 Abr 1941  | Helmut Rosenbaum | SS Westpool                               | 5 724     | Reino Unido                |
| 20 Abr 1941 | Helmut Rosenbaum | SS Empire Endurance                       | 8 570     | Reino Unido                |
| 20 Abr 1941 | Helmut Rosenbaum | HMS ML-1003 (a bordo do Empire Endurance) | 46        | Marinha Real Britânica     |
| 20 Abr 1941 | Helmut Rosenbaum | HMS ML-1037 (a bordo do Empire Endurance) | 46        | Marinha Real Britânica     |
| 11 Ago 1942 | Helmut Rosenbaum | HMS Eagle (94)                            | 22 600    | Marinha Real Britânica     |
| 14 Nov 1942 | Horst Deckert    | SS Lalande (danificado)                   | 7 453     | Reino Unido                |
| 1 Jan 1943  | Horst Deckert    | SS Arthur Middleton                       | 7 176     | Estados Unidos             |
| 1 Jan 1943  | Horst Deckert    | USS LCT-21 (a bordo do Arthur Middleton)  | 255       | Marinha dos Estados Unidos |
| 21 Jun 1943 | Horst Deckert    | SS Brinkburn                              | 1 598     | Reino Unido                |
| 27 Jun 1943 | Horst Deckert    | Abbeydale (danificado)                    | 8 299     | Reino Unido                |
| 16 Dez 1943 | Horst Deckert    | SS John S. Copley (danificado)            | 7 176     | Estados Unidos             |
| Total       | Total            | Total                                     | 89 820 t  |                            |

SS (steam ship) - navio a vapor. 

HMS (Her Majesty's Ship) - prefixo dos navios pertencentes a Marinha Real Britânica, e significa navio de sua Majestade. 

USS (United States Ship) - prefixo dos navios da US Navy, e significa navio dos Estados Unidos. 

LCT (Landing craft) - lancha de desembarque.